# Татарский сельсовет (Новосибирская область)
Татарский сельсовет — сельское поселение в Черепановском районе Новосибирской области Российской Федерации.
Административный центр — село Листвянка.

## История
Статус и границы сельского поселения установлены Законом Новосибирской области от 2 июня 2004 года № 200-ОЗ «О статусе и границах муниципальных образований Новосибирской области»

## Население
| 2002 | 2010 | 2012 | 2013 | 2014 | 2015 | 2016 |
| ---- | ---- | ---- | ---- | ---- | ---- | ---- |
| 747  | ↘602 | ↘598 | ↗618 | ↘591 | ↘583 | ↘573 |
| 2017 | 2018 | 2019 | 2020 | 2021 |      |      |
| ↗581 | ↘569 | ↘555 | ↘554 | ↗559 |      |      |

## Состав сельского поселения
| № | Населённый пункт | Тип населённого пункта       | Население |
| - | ---------------- | ---------------------------- | --------- |
| 1 | Листвянка        | село, административный центр | ↘538      |
| 2 | Татарка          | село                         | ↘64       |